# Alameda (Espagne)
Pour les articles homonymes, voir Alameda.
Alameda est une commune située dans la province de Malaga de la communauté autonome d'Andalousie en Espagne.

## Géographie

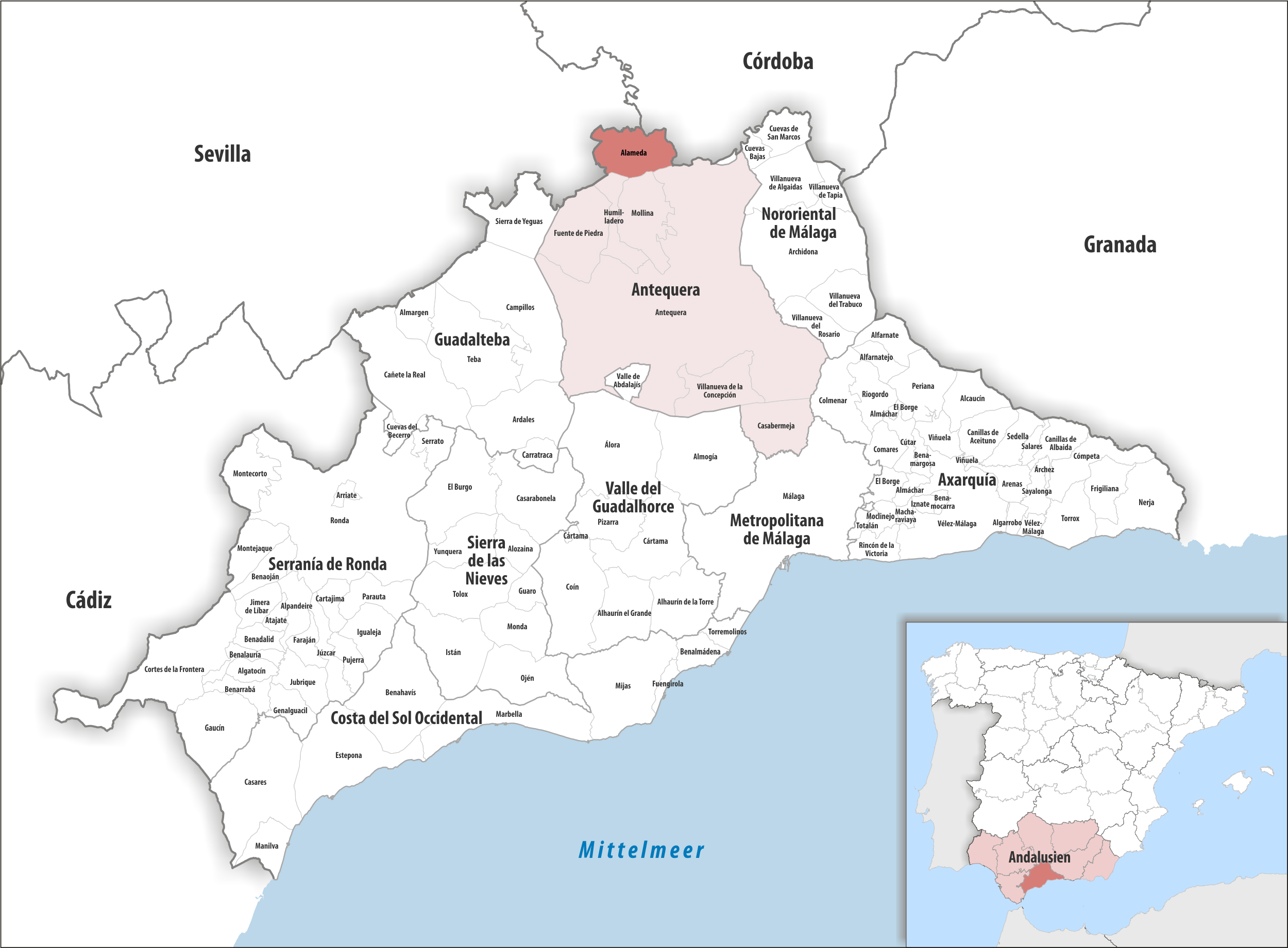
Alameda dans la comarque Antequera, province de Malaga / en Andalousie

### Localisation
La commune d'Alameda est dans le nord de la province de Malaga et le nord de la comarque Antequera ; elle jouxte trois communes de la province de Cordoue et trois communes de la province de Séville.
Antequera est à 30 km sud-sud-est ;
Malaga à 77 km sud ;
Madrid à 464 km nord ;
Gibraltar à 197 km sud-ouest (distances par route).

### Communes voisines
Alameda jouxte :
la comarque Subbética (province de Cordoue) au nord-est avec Palenciana et Benameji ;
la comarque de Cordoue (province de Cordoue) au nord-est avec Lucena ;
la comarque Sierra sud de Séville (province de Séville) au nord-ouest avec les communes de Badolatosa, Casariche et La Roda de Andalucía.
Toutes les communes voisines dans la province de Malaga font partie de la comarque Antequera.

### Hydrographie
Le rivière Genil, affluent du Guadalquivir, marque la limite de commune avec Lucena au nord-est.
Dans le sud-ouest de la commune, à environ 3 km à l'ouest du bourg, se trouve une partie de l'étang de la Ratosa, partagé avec Humilladero ; et une partie de la réserve naturelle de l'étang, également partagée avec Humilladero.

## Population
Évolution démographique d'Alameda depuis 1991
Source : INE

## Administration
| Période                                  | Période | Identité | Étiquette | Qualité |
| ---------------------------------------- | ------- | -------- | --------- | ------- |
| N/A                                      | N/A     | N/A      | N/A       | Maire   |
| Les données manquantes sont à compléter. |         |          |           |         |